# Làzica
La Làzica fou un principat creat cap a l'any 100 per les tribus laz (lazis, llatí lazi) d'origen georgià a la part occidental de l'actual Geòrgia.
Inicialment va ser un govern local de tribu dintre de la província romana del Pont Polemaic, no més important que el de qualsevol ciutat, si bé amb un territori més ampli, però amb el temps va fer-se més poderós. Els governs locals dels apsils, abasgues, sannis i d'altres veïns van anar quedant incorporats al govern dels lazis, que reconeixien plenament la sobirania romana, i cap al 380 quan les guarnicions romanes a la regió de la Còlquida i Pont oriental van ser retirades, els lazis van esdevenir de facto independents i el seu cap es va convertir en rei de la Làzica. En aquest moment el poder del rei es va estendre cap Svanétia, i cap al territori dels zidrits que pertanyia a Ibèria. Es van construir dos fortaleses a la frontera amb Ibèria (Skanda i Shorapani). El 395 l'Imperi Romà es divideix en Occidental i Oriental (conegut per Imperi Romà d'Orient) que inicia una política pragmàtica, reconeixent la independència de la Làzica, i ajudant al país a fer-se fort a canvi de vigilar la frontera. Els reis lazis reberen les insígnies reals de l'Imperi Romà d'Orient. Amb l'ajuda romana d'Orient, la Làzica consolida el seu poder a Abkhàzia, Svanétia, Mingrèlia, Gúria, Adjària i a l'est fins a les muntanyes Likhi. La capital es va establir a Tsikhe Godji (Arqueòpolis), al centre.
No es coneixen gaire bé els reis de la Làzica. Les fonts romanes d'Orient esmenten a Gubaz I cap al 450 que es va enfrontar a l'emperador Marcià (450-458) que va enviar un exèrcit al país. Gubaz que era favorable als perses va haver d'abdicar en favor de Tsaté I. Abans de l'any 500 Svanétia (amb altres regions de la vora) va passar a Ibèria i el regne va esdevenir vassall del rei Vakhtang d'Ibèria.
A partir de la pau entre l'Imperi Romà d'Orient i Pèrsia el 532, les guarnicions romanes d'Orient a la Làzica van ser retirades. Es va crear una fortalesa a Petra, al camí de la Làzica pel Mar Negre, sota el comandament d'un estrategos. El rei Gubaz II (successor de Tsaté I) s'acosta als perses i li ofereix la submissió. El 542 un exèrcit persa entra a la Làzica i el xa Còsroes s'entrevista amb Gubaz. La fortalesa de Petra és conquerida pels perses amb ajuda dels lazis. Els romans d'Orient van respondre entrant en territori persa, i els perses es van retirar, deixant però guarnicions. El shah encarrega al cap de l'exèrcit de desfer-se de Gubaz II i col·locar al tron a un noble addicte, anomenat Pharsans, però aquest va trair als perses i va descobrir el complot. Gubaz demana ajuda a l'Imperi Romà d'Orient, que li envia tropes. El 549 els romans d'Orient tornen a dominar el país menys les fortaleses ocupades pels perses. El 550 un exèrcit persa entra al país però és derrotat completament i els perses es retiren quedant només la guarnició de Petra que el cap de l'exèrcit romà d'Orient Daghisté no va voler assaltar. Cridat Daghisté a Constantinoble i empresonat el substituí Bessa i el 551 Petra va ser conquerida al mateix temps que l'exèrcit persa entrava altra vegada al país i assetjava la capital Archéopolis, d'on van ser rebutjats, però els combats van continuar per tot el país. El 552 es va signar un tractat de pau provisional però la lluita no s'aturà, i els caps romans d'Orient no portaven la direcció amb massa eficàcia, provocant protestes de Gubaz a l'emperador. Els caps romans d'Orient enutjats, van cridar al rei a consultes el vespre d'una batalla a Onogurissi, i el van assassinar; l'assalt a Onogurissi va fracassar. Els nobles (dividits entre el partir persa dirigit per Aètes, i el partit grec dirigit per Fartaze essent els últims majoritaris) es van posar d'acord en demanar a l'emperador que nomenés rei a Tsaté, fill de Gubaz. Tsaté II, que estava a Constantinoble, va ser enviat al país i coronat. Els assassins del seu pare arrestats i condemnats a mort. Després es van reprendre els combats amb els perses, i finalment el 562 es va signar a Dara un tractat de pau per 50 anys pel qual Pèrsia renunciava a la Làzica. L'estatus de Svanétia, territori que ambdues parts es disputaven, va quedar en suspens però més tard va ser adjudicada als romans d'Orient.
Al segle vii apareixen com a reis Barnuk I (660-c. 670), Grigor (c. 670-c. 675) i Barnuk II (c. 675-680). Cap al 680 va ser incorporada a l'Imperi Romà d'Orient i desapareix la figura reial passant el país passa a estar dirigir per Patrikioz romans d'Orient. Uns anys després, el 697, el patrikioz Sergoi Barnukisdze, acollí els àrabs i quedà sota dependència del Califat.
El 717, essent assetjada Constantinoble pels àrabs, l'emperador romà d'Orient acorda reconèixer com a sobirà hereditari a Lleó I d'Abkhazétia o Abkhàzia, rebel als àrabs, però com a vassall de Kartli (on reconegué reis a Mihri i Artxil d'Herècia. Els romans d'Orient també van reconèixer com hereditaris (i doncs de fet independents) als erihstavis de Missimianétia, Svanétia, Apsilètia, Sanigètia i altres menors, tots ells rebels als àrabs, i de fet perduts per l'Imperi Romà d'Orient des feia molt de temps. Lleó I, i d'altres rebels, derrotaren als àrabs cap al 720, prop d'Anakopia, obligant-los a evacuar la Geòrgia Occidental que va quedar en poder d'Abkhàzia, ja que els senyors locals se li van anar sotmetent en els següents anys.

## Llista de reis lazes
- Agros segle ii
- Malaz vers 130 (malassus)
- Pacoros vers 140
- Desconeguts vers 150-350
- Mirdat vers 350-380
- Baraz-Bakur vers 380-395
- Al regne d'Ibèria vers 395-450
- Gubaz I vers 450-460
- Tsate I Gobaces vers 460-?
- Gubaz II ?-554
- Tsate II vers 554-570
- A l'Imperi Romà d'Orient vers 570-660
- Barnuk I vers 660-670
- Grigor vers 670-675
- Barnuk II vers 675-691